# 中川信夫
中川 信夫（なかがわ のぶお、1905年4月18日 - 1984年6月17日）は、日本の映画監督。
怪談映画の名手として知られる。

## 来歴・人物
1905年（明治38年）4月18日、京都市洛西の嵯峨二尊院門前町に生まれる。父・中川竹次郎は嵐山の料理旅館「嵐峡館」のシン（板前の主任）、母・ソノは同旅館の仲居頭だった。橘尋常小学校卒業後、兵庫県の旧制育英商業学校（現在の育英高等学校）に入学。1924年（大正13年）卒業。文学者になることを目指し同人誌『幻魚』に小説を執筆するが、文学者になるには大学を出ていなければ駄目だと思いその道をあきらめ、映画の道に進む。
キネマ旬報読者寄書欄の素人映画評論家を経てマキノ・プロダクションに入社し、助監督となる。この時代には山上伊太郎、伊丹万作、小津安二郎らに強い影響を受けた。
1930年（昭和5年）8月、世界大恐慌による不景気によりマキノ撮影所が給料遅配になり争議に突入すると、従業員側の記録係をつとめた。同年12月にマキノが製作を一時中断した後は無職で1年間過ごし、その時間をシナリオ執筆に費やした他、1931年には神戸市三宮の生田筋に喫茶店「カラス」を開業している。
1932年（昭和7年）に市川右太衛門が主宰する市川右太衛門プロダクション（右太プロ）に助監督の身分で移籍し、1934年（昭和9年）『弓矢八幡剣』で監督に昇進した。この作品は昇進試験として監督したもので、実質的なデビュー作は1935年（昭和10年）の『東海の顔役』である。
1936年（昭和11年）に右太プロが松竹に吸収合併された後は、マキノ・トーキーを経て1938年（昭和13年）に東宝に移籍した。時代劇やエノケン（榎本健一）主演作を主に監督したが、戦時期の映画製作本数の減少で、1941年（昭和16年）に東宝を契約解除となる。同年松竹京都撮影所製作部長の渾大坊五郎に招かれて同撮影所に移籍するが、間もなく松竹京都撮影所は製作体制を縮小して松竹大船撮影所に合併されることとなる。生活のために助監督をする覚悟で上京して大船に赴くが、不調に終わる。翌1942年（昭和17年）、中国に渡り、中華電影で日中戦争の記録映画『浙漢鉄道建設』を監督した。途中結婚のための帰国を挟んで2年間撮影が続けられるが、映画は完成することなく終戦を迎えて『浙漢鉄道建設』のフィルムは焼却された。
1946年（昭和21年）、上海から帰国。同年、池田富保が設立した大同映画に入社するが、仕事はほとんどなく生活に困窮する。戦後、映画界に復帰する前から、詩の同人誌に参加していた。11月、神港夕刊新聞社が主催した「新憲法公布記念文芸」の詩編部門で応募作『地ならし』が一等入選となり、知事賞を得る。
1947年（昭和22年）2月、県が日本国憲法公布を記念して募集した「兵庫県民歌」で応募作品が佳作に入賞する。この年、中華電影時代に親交を持った筈見恒夫と京都で偶然再会。当時新東宝のプロデューサーだった筈見の勧めで新東宝に移籍して、1948年（昭和23年）の『馬車物語』で映画監督に復帰した。同社が大蔵貢のワンマン体制に移行した後も同社で大蔵プロデュースの作品を量産し、1957年（昭和32年）の『怪談かさねが渕』以降は同社の夏興業の定番である怪談ものを一手に引き受けた。
1961年（昭和36年）に新東宝が倒産した後は、東映京都撮影所、国際放映と専属契約した後、1966年（昭和41年）にフリーとなる。東映東京撮影所製作の『妖艶毒婦伝 お勝兇状旅』（1969年）を最後に映画から離れ、テレビドラマの監督を経て1979年に第一線から離れる。
1977年（昭和52年）から1982年（昭和57年）まで神奈川県芸術祭演劇脚本コンクールに自作脚本6本を応募、いずれも入賞している。1982年、磯田事務所とATGの提携作品『怪異談 生きてゐる小平次』で、13年ぶりに映画監督に復帰（製作は1981年）。同1982年、山路ふみ子文化財団特別賞を受賞。
1984年（昭和59年）にはイタリアのペサロ映画祭で代表作『東海道四谷怪談』などが上映されることになり招待状を受け取るが、同年1月10日風邪から脊髄炎、更に3月には脳梗塞を発症し意識不明に陥ったため、映画祭への出席はかなわなかった。
1984年（昭和59年）6月17日、心不全のため死去。享年80（満79歳）。戒名は竟至院映道日信居士、墓所は神奈川県愛甲郡の相模霊園メモリアルパークである。1985年（昭和60年）6月21日、一周忌を記念して新宿胡坐楼で開催された「中川信夫カントクを偲ぶ会」が参加者の総意で毎年開かれることになり、1987年（昭和62年）以降は忌名を「酒豆忌」として現在に至っている。

## エピソード
「怪談映画の巨匠」と呼ばれることが多いが、いつごろからこの称号がついたのかは不明である。映画評論家の佐藤重臣は映画評論1959年8月号掲載の『東海道四谷怪談』作品評において「中川信夫のお化け映画は、ひとつの定評のあることを聞き伝えに知ってはいた」と書いており、おそらくこの頃には既にお化け映画の名手などと呼ばれていたのではないかと思われる。キネマ旬報1974年10月下旬号に中川自らが寄稿した『怪奇映画問答』では、新東宝時代に製作した怪奇映画について「まァまァという出来だと思いましたら、フタを開けてみますと世評が割に良く、（中略）オーバーに申せば伝説的にまで持ち上げる人もあり、今日に至った」と、怪談映画の巨匠と持ち上げられることに戸惑いを覚えたと書いている。生誕102年を記念して2007年に製作・放映されたドキュメンタリー『映画と酒と豆腐と～中川信夫、監督として 人間として～』（CS日本映画専門チャンネル、2007年7月2日初回放映）冒頭のナレーションは「（中川が監督した）怪談・恐怖映画は、全97作品中8作品しかない」と語り、番組全体も、怪奇映画のみが突出して語られることの多い中川信夫が、実は多種多様な作品を残した監督であることを強調し、「怪談映画の巨匠」の面だけが強調されることを避けるような構成になっている。1974年に『怪談軒凝斎』という怪談映画を作る自身の心境を託した詩を書いたのをきっかけに、以後たびたびこの名前を自身の号として名乗っていた。自宅の玄関前に『業流怪談軒凝斎道場』という看板を出していた時期もある。
生活に困窮した若き日のことや、家族のこと、友のこと、人が生きることなどに思いを馳せた詩を書き綴り、1981年にそれらをまとめて『業』というタイトルをつけた詩集を出版した。生前の中川信夫と親しく接した脚本家の桂千穂は、欲望などおのれの業の深さから逃れ得ない人間の悲喜劇こそ中川映画のテーマであると語り、「生活の辛酸を嘗めつくし人生修羅の深淵を見極めた末に、一種の諦めに到達した」とその姿勢を表現している。
酒豪としても知られた。酔うと気に入った相手の頭を「お前、いい奴だな」といってぽんぽん叩くのが癖で、撮影所そばの飲み屋にスタッフと繰り出した際も平気で人の頭を叩き、一緒になって遊んだという。同人誌時代にカフェーで酒の味を覚えたというが、頻繁に飲むようになったのは右太プロ時代からである。もともとは市川右太衛門を演出するプレッシャーと、自作の脚本をなかなか映画化させてもらえない不満から酒量が増えていったと中川本人は自叙伝の中で語り、右太プロ以来終生の友となった映画評論家の滝沢一は、右太プロの女優・有島鏡子に失恋したことが、中川の自暴自棄な飲酒に拍車をかけていったと語っている。また、酔うと近所に住む映画人の表札をはがして回るという酒乱でもあり、伊丹万作・三村伸太郎・嵐寛寿郎などがその被害にあった。マキノ・トーキー移籍後から監督業が軌道に乗ったこともあって精神的にも安定したが、以後も酒を手放すことはなく、豆腐を肴に日本酒を飲むことを終生愛した。長男の中川信吉は「1年のうち豆腐は365日片時も欠かさなかった」と語っている。葬式の時には酒屋と豆腐屋が香典を持って現れたという。なお酒豆忌の忌名は、この生前の好物にちなんでいる。
中川信吉は、少年時代にそうした父の姿を見て「成人しても酒は飲むまい」と心に誓っていたが、20歳の誕生日に茶の間に父親から日本酒一升瓶のプレゼントが置いてあり、以後中川が死ぬまで毎日の晩酌につきあうこととなった。一週間禁酒をした時には「何故そんな馬鹿なことをするんだよ、いいから飲もう」と中川に毎日説得されてまいったと語っている。
下駄ばきで腰に手ぬぐいをぶら下げ、頭には登山帽をかぶるのをトレードマークにしていた。その姿について『東海道四谷怪談』などに主演した若杉嘉津子は、初対面の第一印象を「ええ、あれが先生（映画監督）なの。何か（撮影所に出入りの）電気屋のおじさんみたい」だったと語り、『思春の泉』などの助監督をつとめた瀬川昌治は「どこの小学校の先生かっていう風貌だった」と回想している。
俳優を演出する時は「さり気なく演技して下さい」が口癖だった。若杉嘉津子は、中川の演出を「気持ちから入って演出する人」と語り、沼田曜一は「何も言わないから（監督が何を考えてるか）こっちも考えちゃう。でも出来ないと、カメラを引いてしまう、それが怖かった」と証言している。中川がさり気ない演技を注文するようになった理由について、滝沢一は、大芝居をやる市川右太衛門の演技を抑える工夫から出たものだと語っている。役者に対するこだわりは無く、「誰でもいい」という姿勢で、「中川好みの役者」という者はいなかった。その中でも沼田曜一は話がよく合い、気に入っていた一人だったという。社内でも、誰とでも分け隔てなく付き合う中川に対しては全員が協力的だった。
自作について「（他の監督が断る）変なもんはすぐ僕のところへ来る」作品をこなし続けた「裏街道人生」と表現していたが、新東宝時代にはカメラマンの西本正や美術監督の黒澤治安など優秀なスタッフの協力を得て、次々と実験的な演出に挑戦した。『雷電』では2分半におよぶワンシーン・ワンカットに挑戦し、『東海道四谷怪談』ではローポジションからのワンシーン・ワンカットを描くために車両機材を新たに作るなどしている。活躍の場がテレビドラマに移ってからも実験精神が衰えることはなく、『プレイガール』222話『怪談・屋根裏の悪霊』（1973年）では、通常1時間（実動、48分40秒）のドラマで3、400カットのところ、1000カット撮影に挑戦した。
『地獄』に鬼の役で出演した高橋洋三
は、林寛演じる剛造が地獄で皮を剥がれるシーンでは、中川自ら仕込みを行っていたとして、「喜々として肉を並べてた。なんで中川さんがあんなに楽しんで撮ってたのか今もわからない」と述べている。
『業』所載の詩『死酒』には、「おれが死んだら　おれの死顔の上に 一升の酒をぶっかけろ（中略）一級酒がいい 特級酒はいやだよ 二級酒もごめんだ」というくだりがある。ドキュメンタリー『映画と酒と豆腐と』では、この詩を「特級酒のような高級世界は窮屈だし、二級酒のような苦しい生活も実体験から拒否をした。ごく普通の世界で生きたいという願望」と解釈している。中川信吉は毎年、正月か命日が近くなると父の墓参に訪れ、酒と豆腐ともうひとつの好物だったというアンパンを中川の墓前に供えることもある。また、この詩を読んだと思われる墓参者が、たびたび墓を訪れては、一級酒を供えたり墓石にかけたりしているという。
気に入らない脚本箇所があると、それを助監督に直させていたとされ、1940年に製作された『エノケンの彌次喜多』と『エノケンの誉れの土俵入』の脚本は、助監督をしていた市川崑に直させている。

## 作品

### 監督（映画）
- 弓矢八幡剣（1934年）
- 東海の顔役（1935年）
- 恥を知る者（1935年）
- 御用唄鼠小僧（1935年）
- 箱根八里（1935年）
- 悪太郎獅子（1936年）
- 修羅八荒 第一篇（1936年）
- 修羅八荒 第三篇（1936年）
- 槍持街道（1936年）
- 旗本八萬騎（1937年）
- 女左膳 第一篇妖火の巻（1937年）
- 女左膳 第二篇魔剣の巻（1937年）
- 日本一の岡っ引（1938年）
- 伊太八縞（1938年）
- 月下の若武者（1938年）
- エノケンの森の石松（1939年）
- エノケンの頑張り戦術（1939年）
- 新編 丹下左膳 隻眼の巻（1939年）
- エノケンの彌次喜多（1940年）
- 金語楼のむすめ物語（1940年）
- エノケンの誉れの土俵入（1940年）
- エノケンのワンワン大将（1940年）
- 電撃息子（1940年）
- 暁の進発（1941年）
- 虞美人草（1941年）
- 浙漢鉄道建設（1942年）
- 馬車物語（1948年）
- 深夜の告白（1949年）
- エノケンのとび助冒険旅行（1949年）
- 私刑 リンチ（1949年）
- 月の出の接吻（1950年）
- 当り矢金八捕物帖 千里の虎（1950年）
- アマカラ珍騒動（1950年）
- 若さま侍捕物帖 謎の能面屋敷（1950年）
- 右門捕物帖 片眼狼（1951年）
- 又四郎行状記 鬼姫しぐれ（1951年）
- 若さま侍捕物帖 呪いの人形師（1951年）
- 旗本退屈男 唐人街の鬼（1951年）
- 高原の駅よさようなら（1951年）
- さすらいの旅路（1951年）
- 右門捕物帖 緋鹿の子異変（1952年）
- 犬姫様（1952年）
- 恋風五十三次（1952年）
- いとし子と耐えてゆかむ（1952年）
- 今日は会社の月給日（1952年）
- 夕焼け富士（1952年）
- 江戸っ子判官（1953年）
- 金さん捕物帖 謎の人形師（1953年）
- 江戸の花道（1953年）
- 思春の泉（1953年）
- 若き日の啄木 雲は天才である（1954年）
- 石中先生行状記 青春無銭旅行（1954年）
- ほらふき丹次（1954年）
- 兄さんの愛情（1954年）
- 番場の忠太郎（1955年）
- 夏目漱石の三四郎（1955年）
- 青ヶ島の子供たち 女教師の記録（1955年）

- 吸血蛾（1956年）
- 恋すがた狐御殿（1956年）
- 阿修羅三剣士（1956年）
- 怪異宇都宮釣天井（1956年）
- 人形佐七捕物帳 妖艶六死美人（1956年）

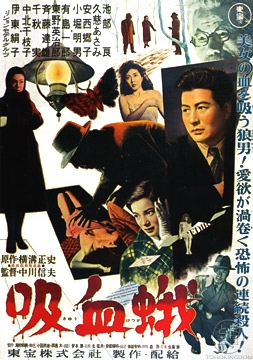
吸血蛾

- 風雲急なり大阪城 真田十勇士総進軍（1957年）
- 人形佐七捕物帖 大江戸の丑満刻（1957年）
- 怪談かさねが渕（1957年）
- ひばりが丘の対決（1957年）
- 将軍家光と天下の彦左（1957年）
- 毒婦高橋お伝（1958年）
- 天下の副将軍 水戸漫遊記（1958年）
- 亡霊怪猫屋敷（1958年）
- 憲兵と幽霊（1958年）
- 侠艶小判鮫 前篇・後篇（1958年）
- 女吸血鬼（1959年）
- 影法師捕物帖（1959年）
- 日本ロマンス旅行（1959年）
- 東海道四谷怪談（1959年）
- 雷電（1959年）
- 続 雷電（1959年）
- 女死刑囚の脱獄（1960年）
- 地獄（1960年）
- 旗本喧嘩鷹（1961年）
- 「粘土のお面」より かあちゃん（1961年）
- 八百万石に挑む男（1961年）
- 旗本退屈男 謎の珊瑚屋敷（1962年）
- 悲しみはいつも母に（1962年）
- まぼろし天狗（1962年）
- 紀州の暴れん坊（1962年）
- 稲妻峠の決斗（1962年）
- 日本残酷物語（1963年）※小森白、高橋典と共同監督。
- 男の嵐（1963年）
- にっぽんを叱る シャッター0（1966年）
- 怪談 蛇女（1968年）
- さくら盃 義兄弟（1969年）
- 妖艶毒婦伝 人斬りお勝（1969年）
- 妖艶毒婦伝 お勝兇状旅（1969年）
- 怪異談 生きてゐる小平次（1982年）

### 監督（テレビドラマ）
- いつか青空（1962年、TBS）
- 柔道一代（1963年、TBS）
  - 『熱き血潮に』※大島渚脚本
- 父子鷹（1964年、TBS）
- アッちゃん（1965年、日本テレビ）
- 鳴門秘帖（1966年-1967年、MBS）
- 剣（1967年、日本テレビ）
  - 鰯の頭
  - つむじ風
  - 祭囃子
- コメットさん（1967年-1968年、TBS）
- プレイガール（1969年-1974年、東京12チャンネル、現：テレビ東京）
- 江戸川乱歩シリーズ 明智小五郎（1970年 東京12チャンネル）
  - 『花嫁泥棒 地獄の道化師より』
  - 『貴女は覗かれている 人間椅子より』
  - 『屋根裏の散歩者』
  - 『恐怖シリーズ 夜の墓場に踊る美女 夢遊病者の死より』
- 日本怪談劇場（1970年、東京12チャンネル）
  - 『牡丹燈籠』鬼火の巻、蛍火の巻
- 怪奇十三夜（1971年、日本テレビ）
  - 『怪談累ヶ淵』
  - 『妖怪血染めの櫛』
  - 『怪談悲恋の舞扇』
- 浮世絵 女ねずみ小僧（1971年、フジテレビ）
- 鉄道100年 大いなる旅路（1972年、日本テレビ）
- 怪談（1972年、MBS）
  - 『怪談 新選組呪いの血しぶき』
- 水滸伝（1973年、日本テレビ）
- 鞍馬天狗（1974年、日本テレビ）
- ウルトラマンレオ（1974年、TBS）
  - 『さようならかぐや姫』
  - 『レオ兄弟対宇宙悪霊星人』
- プレイガールQ（1974年 - 1976年、東京12チャンネル）
- 破れ傘刀舟 悪人狩り（1975年 - 1976年、NET、現：テレビ朝日）
- ベルサイユのトラック姐ちゃん（1976年、NET）
- 映画監督競作 われらの主役（1977年、東京12チャンネル）
  - 『男一匹・菅原文太』
- 日本名作怪談劇場（1979年、東京12チャンネル）
  - 『怪談大奥（秘）不開の間「呪いの部屋に潜む二百年の怨念」』

### 脚本（他監督、未映像化）
- 寝返り仁義（1935年、渡辺新太郎監督）
- 馬賊髑髏隊（1937年、稲葉蛟児監督『猛虎一代』に改題、1938年公開）
- 杉（1977年、第一回神奈川県芸術祭演劇脚本コンクール佳作入選）
- 寂寥（1978年、第二回神奈川県芸術祭演劇脚本コンクール佳作入選）
- 車夫馬丁（1978年、未完）
- 流氷（1979年、第三回神奈川県芸術祭演劇脚本コンクール第3位、1980年に劇団葡萄座が上演）
- 人間いちばんあかん（1979年、未発表シナリオ）
- 父の休日（1980年、第四回神奈川県芸術祭演劇脚本コンクール第3位、1981年に劇団葡萄座が上演）
- 冬（1981年、第五回神奈川県芸術祭演劇脚本コンクール佳作入選）
- 大幸福（1982年、第六回神奈川県芸術祭演劇脚本コンクール第2位）
- 平家悲歌（1982年、歌舞伎台本、未完）

### 小説・詩
- 花のある獄門台（小説、1927年、同人誌『幻魚』）
- 道しるべ（小説、1945年、大陸新報、上海文学賞第一席受賞）
- 地ならし（詩、1946年、神港夕刊新聞社公募『新憲法公布記念文芸』詩部門第一席（知事賞））
- 県民歌（詩、1947年、兵庫県新憲法公布記念『県民歌』公募、佳作入選）
- 浪曲師（小説、1976年、未発表）
- 中川信夫詩集 業（1981年、雑草社）

### 出演
- 人に歴史あり『左卜全』（1971年12月、東京12チャンネル）※ゲスト出演
- 実録 四谷怪談（1981年6月7日、テレビ東京）※ゲスト出演